# Liste des épisodes de La croisière s'amuse

Cette page présente la liste des épisodes de la série télévisée américaine La croisière s'amuse (1977-1986).

## Première saison (1977-1978)
1. Une traversée de chien
2. L'Amour fou
3. Ami ou Ennemi
4. Farces et Attrapes
5. Une célébrité encombrante
6. Le Grand Air
7. Le docteur voit double
8. Le Grand Amour
9. Le Père du commandant
10. Une drôle de cuisine
11. La vie est belle au large
12. Tel est pris qui croyait prendre
13. Jeux de mains
14. Monnaie de singe
15. Les Grandes Retrouvailles - 1re partie
16. Les Grandes Retrouvailles - 2e partie
17. La Victoire en dansant
18. Le Gros Lot
19. Coupable, mais de quoi ?
20. Souvenirs Souvenirs
21. Il y a des jours comme ça
22. Qui comprend quelque chose à l'amour ?
23. Le commandant connaît la musique
24. Coup de folie
25. Ne comptez pas sur moi pour tomber amoureuse

## Deuxième saison (1978-1979)
1. Joyeux Anniversaire - 1re partie
2. Joyeux Anniversaire - 2e partie
3. Accrochez-vous au bastingage
4. Un travail d'équipe
5. Un contrat en or
6. Copie confuse
7. Le commandant est bon enfant
8. Anoushka[1]
9. Passion
10. Un coup de roulis
11. Docteur, vous êtes fou
12. Il y a si longtemps déjà
13. Le Célèbre Triangle
14. La Petite Illusion
15. Donne moi ma chance
16. Le Magicien
17. Qui vivra verra
18. Réunion de travail - 1re partie
19. Réunion de travail - 2e partie
20. Méfiez vous de votre meilleure amie
21. La Vedette
22. L'amour est aveugle
23. Vague à l'âme
24. Chassé croisé
25. Meurtre au large
26. La Fête à bord
27. La Fête des mères (Third Wheel/Grandmother's Day/Second String Mom)

## Troisième saison (1979-1980)
1. Le rêve passe - 1re partie
2. Le rêve passe - 2e partie
3. L'amour, toujours l'amour
4. Le docteur est malade
5. Les Retrouvailles
6. Vive les vacances
7. Une équipe de choc
8. Tiens mon frère
9. Un nouveau départ
10. Vive la famille - 1re partie
11. Vive la famille - 2e partie
12. Les Frères de la mer
13. Il faut bien que vieillesse se passe
14. Mais vous êtes toujours jeune
15. La Sérénade
16. Sauve qui peut !
17. Du rythme, toujours du rythme
18. La nuit, tous les capitaines sont gris - 1re partie
19. La nuit, tous les capitaines sont gris - 2e partie
20. Un peu de cœur, que diable !
21. La Perfection
22. Bizarre, bizarre
23. Sacré Gopher !
24. Les Amis
25. Ah ! C'est la fête
26. Les Maladroits
27. Qui est le maniaque ?
28. À vos ordres

## Quatrième saison (1980-1981)
1. Amis et Amours
2. Mariage en croisière - 1re partie
3. Mariage en croisière - 2e partie
4. Titre français inconnu (Target Gopher/The Major's Wife/Strange Honeymoon/The Oilman Cometh)
5. La Proposition - 1re partie
6. La Proposition - 2e partie
7. La Décision de Julie
8. Un trait de génie
9. Folie double
10. Boomerang
11. Chapeau bas
12. La Voisine
13. Le Professeur
14. Bon Voyage
15. Jalousie
16. Une belle amitié
17. Qui perd gagne
18. Les Sirènes
19. Personnalité, vous avez dit personnalité ?
20. Les Jardins
21. L'habit ne fait pas la fille
22. Ah ! Maman
23. Deux pour Julie
24. Ne jouez pas avec les inconnus
25. Quelle classe - 1re partie
26. Quelle classe - 2e partie
27. Nous étions deux
28. Tony et Julie

## Cinquième saison (1981-1982)
1. La Grande Aventure de Julie - 1re partie
2. La Grande Aventure de Julie - 2e partie
3. Deux raisins sur la vigne
4. Incroyable Isaac
5. La Fille à papa
6. La Toque
7. Vicky s'amuse
8. Les trois font la paire - 1re partie
9. Les trois font la paire - 2e partie
10. Isaac radioactif
11. Zeke et Zelda
12. Qui veut faire du sport ?
13. Un grand capitaine
14. Merci, je ne joue plus
15. Le Parfait Ex-amour
16. Enfin libre
17. L'amour n'est pas interdit
18. Qui veut une épouse ?
19. L'amour n'est pas la guerre
20. La Fête en bateau - 1re partie
21. La Fête en bateau - 2e partie
22. Une expérience inoubliable - 1re partie
23. Une expérience inoubliable - 2e partie
24. Ciel, il y a sa mère
25. L'Amour de ses rêves
26. Papa n'a pas toujours raison
27. Tranches de vies
28. La Robe
29. Maman, tu n'as pas honte ?

## Sixième saison (1982-1983)
1. Arrividerci - 1re partie
2. Arrividerci - 2e partie
3. C'est ça le grand amour
4. On ne gagne pas à tous les coups
5. Un vague amour
6. Le neveu du docteur
7. Et vogue le patron - 1re partie
8. Et vogue le patron - 2e partie
9. Trop c'est trop
10. Les Victimes
11. Vive papa !
12. L'Amour programmé
13. Ça, c'est une fête !
14. Que dire de l'amour ?
15. Pourquoi pas un mariage ?
16. Péchés de vieillesse
17. L'Amour sauvage
18. Le Capitaine et le Bambin - 1re partie
19. Le Capitaine et le Bambin - 2e partie
20. Une secrétaire intérimaire
21. À s'arracher les cheveux
22. C'est loin l'Amérique !
23. Romance à bas prix
24. Aide-toi, l'enfer t'aidera
25. Titre français inconnu (The Dog Show: Putting on the Dog / Going to the Dogs / Women's Best Friend / Whose Dog Is It Anyway?)
26. Ça, c'est de la classe !
27. Tiens, une revenante ! - 1re partie
28. Tiens, une revenante ! - 2e partie
29. Quelle jeunesse !

## Septième saison (1983-1984)
1. Croisière au pays du soleil levant - 1re partie (China Cruise: The Pledge/East Meets West/Dear Roberta/My Two Dumplings - Part 1)
2. Croisière au pays du soleil levant - 2e partie (China Cruise: The Pledge/East Meets West/Dear Roberta/My Two Dumplings - Part 2)
3. Potions d'amour
4. Prisonniers de l'amour (Prisoner Of Love/Youth Takes A Holiday/Don't Leave Home Without It)
5. L'Homme de l'année (Rhino Of The Year/One Last Time/For Love or Money)
6. Aventures à la demande (Friend Of The Family/Affair on Demand/Just Another Pretty Face)
7. Le Trésor de l'empereur - 1re partie (Japan Cruise: When Worlds Collide/The Captain and the Geisha/The Lottery Winners/The Emperor's Fortune - Part 1)
8. Le Trésor de l'empereur - 2e partie (Japan Cruise: When Worlds Collide/The Captain and the Geisha/The Lottery Winners/The Emperor's Fortune - Part 2)
9. Le Grand Carnaval (Long Time No See/The Bear Essence/Kisses and Makeup)
10. Le Sens de l'amour (Julie and The Bachelor/Intensive Care/Set Up for Romance)
11. L'Amour à deux niveaux (The Misunderstanding/Love Below Decks/The End is Near)
12. Méprises (The Prize Winner/Dee Dee's Dilemma/Julie's Blind Date)
13. Le Casino flottant (The Buck Stops Here/ For Better or Worse/Bet On It)
14. Ma vie, mon œuvre (No More Alimony/How Do I Love Thee/Authoress Authoress)
15. Le Meilleur Baiser du monde (The Reluctant Father/Don't take My Wife Please/The Worlds Greatest Kisser/Mata)
16. Recherche mari désespérément (Last Case/Looking for Mr. Wilson/Love on Strike)
17. Le Premier Amour (Anut Emma I Love You/First Romance/Hoopla)
18. La Jeunesse du cœur (Ace In the Hole/Uncle Joey's Song/Father in the Cradle)
19. La Croisière de Hong-Kong - 1re partie (Hong Kong Cruise: Polly's Poker Palace/Shop Ahoy/Double Date/The Hong Kong Affair/Two Tales of a City - Part 1)
20. La Croisière de Hong-Kong - 2e partie (Hong Kong Cruise: Polly's Poker Palace/Shop Ahoy/Double Date/The Hong Kong Affair/Two Tales of a City - Part 2)
21. Miss America (Ace's Valet/Mother Comes First/Hit or Miss America)
22. Le Bal de Cendrillon (Love Is Blind/Baby Makers/Lady & The Maid/Luise Rainer)
23. L'Appel de la sirène (Side By Side/Rub Me Tender/Fish Out Of Water)
24. Ne vous fiez pas aux apparences (A Rose Is Not a Rose/ Novelties/ Too Rich and Too Thin)
25. Tous en scène - 1re partie (Dreamboat/Gopher, Isaac & the Starlet/The Parents/The Importance of Being Johnny/Julie and the Producer - Part 1)
26. Tous en scène - 2e partie (Dreamboat/Gopher, Isaac & the Starlet/The Parents/The Importance of Being Johnny/Julie and the Producer - Part 2)
27. Les Trois Faces de l'amour (Best Ex-Friends/All the Congressman's Women/Three Faces of Love)

## Huitième saison (1984-1985)
1. Une hôtesse de choc (The Crew's Cruise Director/What a Drag/Doc's Slump)
2. Passager clandestin - 1re partie (Vicki and the Fugitive/Lady in the Window/Stolen Years/Dutch Treat - Part 1)
3. Passager clandestin - 2e partie (Vicki and the Fugitive/Lady in the Window/Stolen Years/Dutch Treat - Part 2)
4. Les Champions (Ace Meets the Champ/Why Justin Can't Read/Call me a Doctor)
5. À la lumière d'un jour nouveau (Only The Good Die Young/ Honey Beats The Odds/Light Of Another Day)
6. Le ciel n'attend pas (Soap Gets in Your Eyes/A Match Made in Heaven/Tugs of the Heart)
7. Bienvenue dans le monde des adultes (And One to Grow On/Seems Like Old Times/I'll Never Forget What's Her Name)
8. L'Affaire du siècle (Aerobic April/The Wager/Story of the Century)
9. Le Grand Maître (The Last Heist/Starting Over/Watching the Master)
10. Un amour de bandit (By Hook or By Crook/Revenge With the Proper Stranger/Don't Get Mad, Get Even)
11. Londres - Paris - 1re partie (My Mother, My Chaperone/The Present/The Death and Life of Sir Alfred Demerest - Part 1)
12. Londres - Paris - 2e partie (My Mother, My Chaperone/The Present/The Death and Life of Sir Alfred Demerest - Part 2)
13. Travaux en tous genres (Paying the Piper/Baby Sister/Help Wanted)
14. Une affaire de goût (Country Blues/A Matter of Taste/Frat Brothers Forever)
15. Un noël mouvementé (Santa, Santa, Santa/Another Dog Gone Christmas/Noel's Christmas Carol)
16. Quand les nouvelles philosophies prennent la mer (Instinct/Unmade for Each Other/BOS)
17. La Mise à l'épreuve (Ace Takes the Test/The Counterfeit Couple/The Odd Triple)
18. Ne m'appelez plus jamais Gopher (Love on the Line/Don't Call Me Gopher/Her Honor the Mayor)
19. La Croisière en Scandinavie - 1re partie (Scandinavia Cruise: Girl of the Midnight Sun/There'll Be Some Changes Made/Mr. Smith Goes to Stockholm - Part 1)
20. La Croisière en Scandinavie - 2e partie (Scandinavia Cruise: Girl of the Midnight Sun/There'll Be Some Changes Made/Mr. Smith Goes to Stockholm - Part 2)
21. Pause pour le photographe (Ace Takes a Holiday/The Runaway/The Courier)
22. Madame le capitaine (Getting Started/Daughter's Dilemma/The Captain Wears Pantyhose)
23. Les Méprises de l'amour (Vicki's Gentleman Caller/Partners to the End/The Perfect Arrangment)
24. Jeux dangereux (Judy Hits a Low Note/Love Times Two/The Problem With Papa)
25. Un père à louer (Charmed, I'm Sure/Ashes to Ashes/No Dad of Mine)
26. Une grand-mère très spéciale - 1re partie (Caribbean Cruise: Call Me Grandma/A Gentleman of Discretion/The Perfect Divorce/Letting Go - Part 1)
27. Une grand-mère très spéciale - 2e partie (Caribbean Cruise: Call Me Grandma/A Gentleman of Discretion/The Perfect Divorce/Letting Go - Part 2)

## Neuvième saison (1985-1986)
1. Une journée au port (A Day In Port)
2. La bourse ou la Femme (Your Money or Your Wife/Joint Custody/The Temptations)
3. Le Trésor caché (Hidden Treasure/Picture from the Past/Ace's Salary)
4. Le Tour de Côte d'Azur - 1re partie (German Cruise: The Villa/The Racer's Edge/Love or Money/The Accident - Part 1)
5. Le Tour de Côte d'Azur - 2e partie (German Cruise: The Villa/The Racer's Edge/Love or Money/The Accident - Part 2)
6. Ah! Les années 40 (Forties Fantasy)
7. Le Collège en folie (Good Time Girls/The Iron Man/Soap Star)
8. Les Meilleurs Amis du monde (Trouble in Paradise/No More Mister Nice Guy/The Mermaid and the Cop)
9. L'Envoyé du ciel (Roommates/Heartbreaker/Out of the Blue)
10. Mariage en haute mer (Father of the Bride/The Best Man/Members of the Wedding)
11. Les Métiers du risque (Dare Devil/ Picture Me as a Spy/ Sleeper)
12. Les Potaches dans le potage (Hippies and Yuppies/ Frat Wars/ Return of the Lambdas)
13. Qui est le champion ? (Miss Mom/ Who's the Champ/ Gopher's Delusion)
14. Croisière sur le Nil - 1re partie (Egyptian Cruise - Part 1)
15. Croisière sur le Nil - 2e partie (Egyptian Cruise - Part 2)
16. Restons amis (Hello Emily/ The Tour Guide/ The Winning Number)
17. C'est reparti pour un tour (The Second Time Around/ Hello, Spencer/ Runaway, Go Home)
18. L'Amour de l'art (The Art Lover/ Couples/ Made for Each Other)
19. Trêve de singe (Second Banana/The Prodigy/What Goes Around)
20. Pas de quoi faire une histoire (Gothic Romance/Whatever Happened to Jumpin' Jack Flash?)
21. La Prédiction (The Will/Deja Vu/The Prediction)
22. Les Matadors - 1re partie (Spain Cruise: The Matadors/Mrs. Jameson Comes Out/Love's Labors Found/Marry Me, Marry Me - Part 1)
23. Les Matadors - 2e partie (Spain Cruise: The Matadors/Mrs. Jameson Comes Out/Love's Labors Found/Marry Me, Marry Me - Part 2)
24. Ma belle-mère et moi  (My Stepmother, Myself/ Almost Roommates/ Cornerback Sneak)
25. Sacrée Journée (Happily Ever After/Have I Got a Job for You/Mrs. Smith Goes to Minikulu)

## Hors saison
Épisodes spéciaux de 90 minutes
1. La Grande Vie (The Love Boat I)
2. Cap au large (The Love Boat II)
3. Titre français inconnu (The New Love Boat)
4. Titre français inconnu (The Shipshape Cruise)
5. Titre français inconnu (The Christmas Cruise)
6. Titre français inconnu (Who Killed Maxwell Thorn?)
7. Titre français inconnu (A Summer Cruise / A Valentine Voyage)